# Прайор (Оклахома)
Прайор (англ. Pryor Creek) — город и административный центр округа Мейс в американском штате Оклахома. По данным переписи населения США 2020 года, численность населения составляла 9444 человека.

## Население
| 2000 | 2010  | 2020  |
| ---- | ----- | ----- |
| 8659 | ↗9539 | ↘9444 |